# Leymen
Leymen (deutsch Leimen, elsässisch Layme resp. Leima) ist eine französische Gemeinde mit 1263 Einwohnern (Stand 1. Januar 2022) im Département Haut-Rhin in der Region Grand Est (bis 2015 Elsass). Sie ist Mitgliedsgemeinde des Gemeindeverbandes Saint-Louis Agglomération.

## Geografie

Ortsplan auf Infotafel

Leymen liegt im Sundgau am Fluss Birsig und damit im Leimental; die Ortschaft ist auf drei Seiten von der Schweiz umgeben. Basel ist etwa 13 Kilometer entfernt, Mülhausen, Sitz der Unterpräfektur, liegt etwa 43 Kilometer nördlich; Altkirch, der Hauptort des Sundgaus, liegt etwa 30 Kilometer nordwestlich von Leymen.
Nachbargemeinden von Leymen sind Hagenthal-le-Haut, Hagenthal-le-Bas, Neuwiller und Liebenswiller in Frankreich sowie die Schweizer Gemeinden Biel-Benken, Bättwil, Hofstetten-Flüh, Metzerlen-Mariastein und Rodersdorf.

## Name
Den Namen Leymen dürfte der Ort – wie auch das Leimental, das zum grösseren Teil in der Schweiz liegt – der Bodenbeschaffenheit seiner Umgebung zu verdanken haben. Tatsächlich entstand das Dorf rund um die Leimgrube. Lehm zählt zu den ältesten Baumaterialien die im Hausbau verwendet werden. Der Birsig fließt durch Leymen und das Leimental bis nach Basel und mündet dort in den Rhein.

## Geschichte
Zum ersten Mal urkundlich belegt ist der Ort im Jahr 736. Er wurde als Leimone erwähnt und war eine Schenkung des Grafen Eberhard von Elsass an das Kloster Murbach. Erst 1245 wird in einer Urkunde der Name des Dorfes wieder erwähnt.
Viele Dörfer in der Region verfügten im Mittelalter nicht über eigene Pfarreien. So wurde die Kirche Wisskirch (auch Wisschilch oder Weisskirch genannt) außerhalb von Leymen, in Richtung des schweizerischen Benken erbaut. Das Erstellungsdatum ist nicht überliefert. Belegt ist die Existenz jedoch durch eine Urkunde vom 5. Februar 1454. Diese zeigt auf, dass diverse Herren Angaben über die Güter des Priorats im Dorf Diepretzwiller (dem heutigen Liebenswiller) gemacht haben. Darunter auch der Mesner der Wisskirch bei Leymen. Mehrere Jahrhunderte nutzten die Bewohner vieler Dörfer des Leimentals, auch aus der Schweiz, die Pfarrei Wisskirch. 1820 wurde die Kirche abgebrochen. Leymen war in der Mitte des 13. Jahrhunderts unter der Kontrolle der Bischöfe von Basel.
Während der Feudalzeit gehörte Leimen (nun deutsche Schreibweise) im Heiligen Römischen Reich den Habsburgern. Um 1503 erwarben die Reich von Reichenstein die Pfandschaft für die Grafschaft Pfirt, die Bidertal, Buschweiler und Leimen umfasste.
Im Dreißigjährigen Krieg beteiligten sich die Leimener am Kampf gegen die Schweden. Im Gegenzug wurde dafür Leimen am 27. Juni 1637 komplett geplündert.
1663 schloss sich Leymen (wieder französische Schreibweise) unter Ludwig XIV. (der Sonnenkönig) dem Königreich Frankreich an.

### Die Revolution
Unter Ausnutzung der Revolution (1789 bis 1799) strebten die Leimener den so genannten Eichwaldprozess an. Die Reichensteiner sollten den Eichwald als Entschädigung an die Gemeinde abtreten. Der Entscheid fiel zu Gunsten der Gemeinde aus. Da die Leimener Parteigänger der Revolution gewesen waren, wurden sie zu Opfern. Einige von ihnen wurden zur Emigration gezwungen.
Nach dem Deutsch-Französischen Krieg (1870 bis 1871) wurde am anschließenden Friede von Frankfurt im Mai 1871 unter anderem Landabtretungen vertraglich festgehalten. So mussten die vorwiegend deutschsprachigen Gebiete von Elsass und Lothringen an das Deutsche Kaiserreich abgetreten werden. Diese Gebiete wurden als Reichsland Elsaß-Lothringen benannt. Die Namen der Ortschaften wurden wieder in Deutsch bezeichnet.
1910 wurde die Verlängerung der seit 1888 bestehenden Bahnstrecke Basel–Flühen, dem heutigen Flüh, in Betrieb genommen. Die Birsigthalbahn-Gesellschaft (BTB) erweiterte dadurch ihre Strecke über Leimen nach Rodersdorf. Leimen erhielt einen Bahnhof und eine Verbindung zur Stadt Basel.

### Erster Weltkrieg
Das zum Deutschen Reich gehörende Leimen wurde während des Ersten Weltkrieges von 1914 bis 1918 vom übrigen Elsass abgetrennt. Auf den Höhen des Eichwaldes wurde zwischen den Schweizer Gemeinden Rodersdorf und Benken von deutschen Soldaten ein Damm mit Elektrozaun errichtet. Von der Mobilmachung waren 168 Leimener betroffen, 30 kehrten nie mehr zurück.
Nach Ende des Krieges wurde im Friedensvertrag von Versailles festgelegt, dass das 1871 an das Deutsche Kaiserreich abgetretene Gebiet Elsass und Lothringen wieder Frankreich anzugliedern sei.

### Zweiter Weltkrieg
Mit dem Abschluss des Westfeldzugs 1940 besetzte die deutsche Wehrmacht das Elsass. Sie unterstellte es einer reichsdeutschen „Zivilverwaltung“. Mit dem Gau Baden wurde es zum neuen Gau Baden-Elsass. Durch die Annexion (de facto) übernahm der NS-Staat die Landesherrschaft. Zu einer offiziellen Abtretung des Gebietes durch Verträge (de jure) mit Frankreich kam es aufgrund des weiteren Kriegsgeschehens nicht.
Das vor der Maginot-Linie gelegene Leimen wurde während des Zweiten Weltkrieges evakuiert. Die Einwohner wurden nach Labastide-d’Armagnac und Mauvezin-d’Armagnac im Département Landes im Südwesten von Frankreich umgesiedelt. 10 Familien wurden von der Besatzungsarmee deportiert, weil sie jungen Menschen die Flucht in die Schweiz erleichtert hatten. Vier Bewohner wurden in ein Konzentrationslager gebracht.
In einer Offensive ab November 1944 rückten die Alliierten unter Beteiligung der neu formierten französischen 1. Armee in weite Teile des Elsass ein und eroberten es für Frankreich zurück.

### Bevölkerungsentwicklung
| Jahr      | 1962 | 1968 | 1975 | 1982 | 1990 | 1999 | 2009 | 2017 |
| Einwohner | 870  | 931  | 937  | 896  | 915  | 1055 | 1122 | 1208 |

Leymen ist eine auch von Schweizern geschätzte Wohngemeinde im Großraum Basel.

## Verkehr
Der Ort besitzt mit dem Bahnhof Leymen eine Station der ehemaligen BTB an deren internationalen Bahnstrecke Basel–Rodersdorf. Leymen war die einzige Betriebsstelle auf französischem Gebiet. Bedient wird der Bahnhof seit 1974 durch die Linie 10 der Nachfolgegesellschaft Baselland Transport AG (BLT). Diese führt von Rodersdorf über Leymen und das Basler Tramnetz nach Dornach.

## Sehenswürdigkeiten
- Kirche Saint-Léger aus dem 19. Jahrhundert
- Burgruine Landskron
- Kapelle Âmes-du-Purgatoire (Kapelle der Seelen des Fegefeuers)
- Kapelle Sainte-Walburge (Heiligenbrunn)

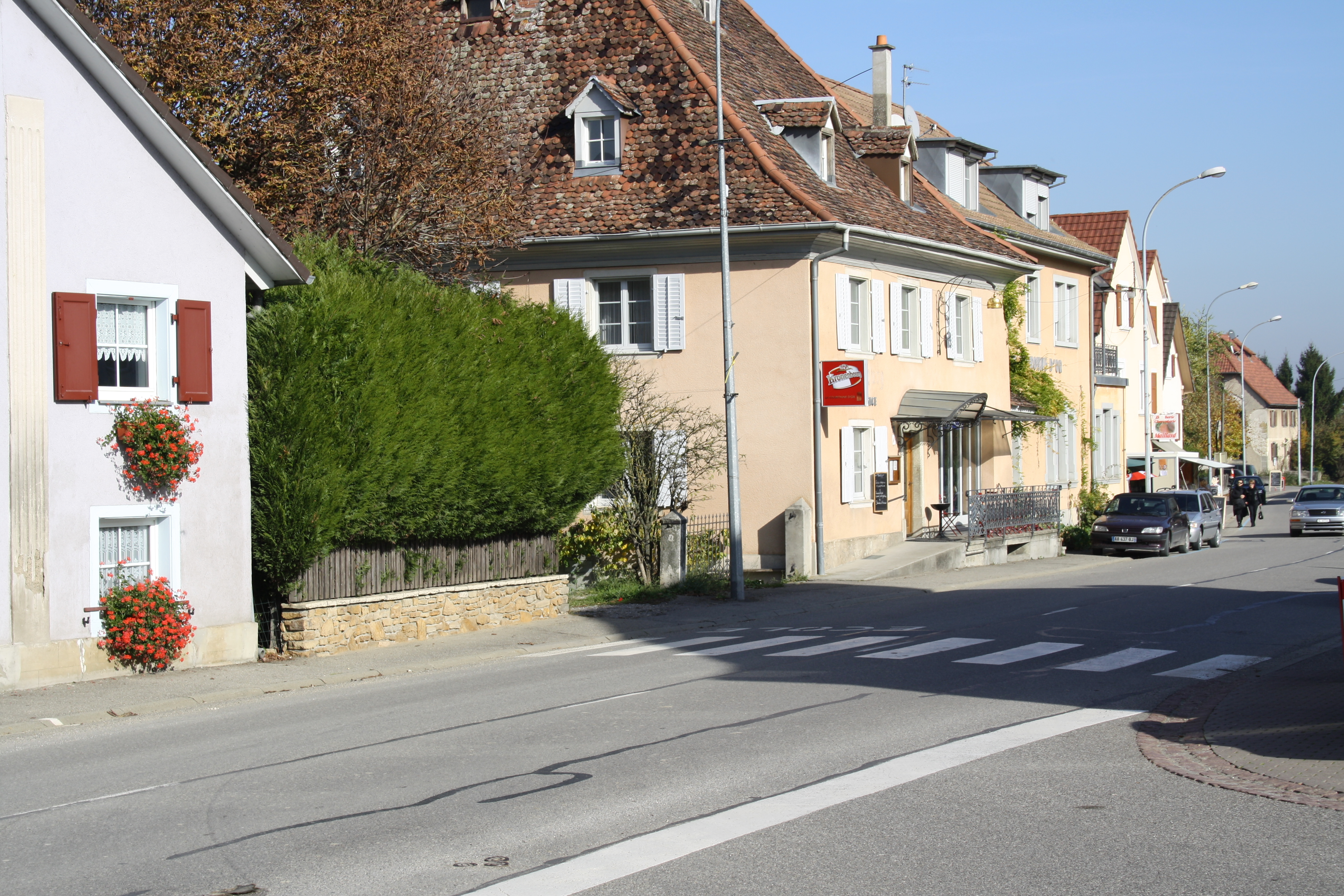
Rue Principale
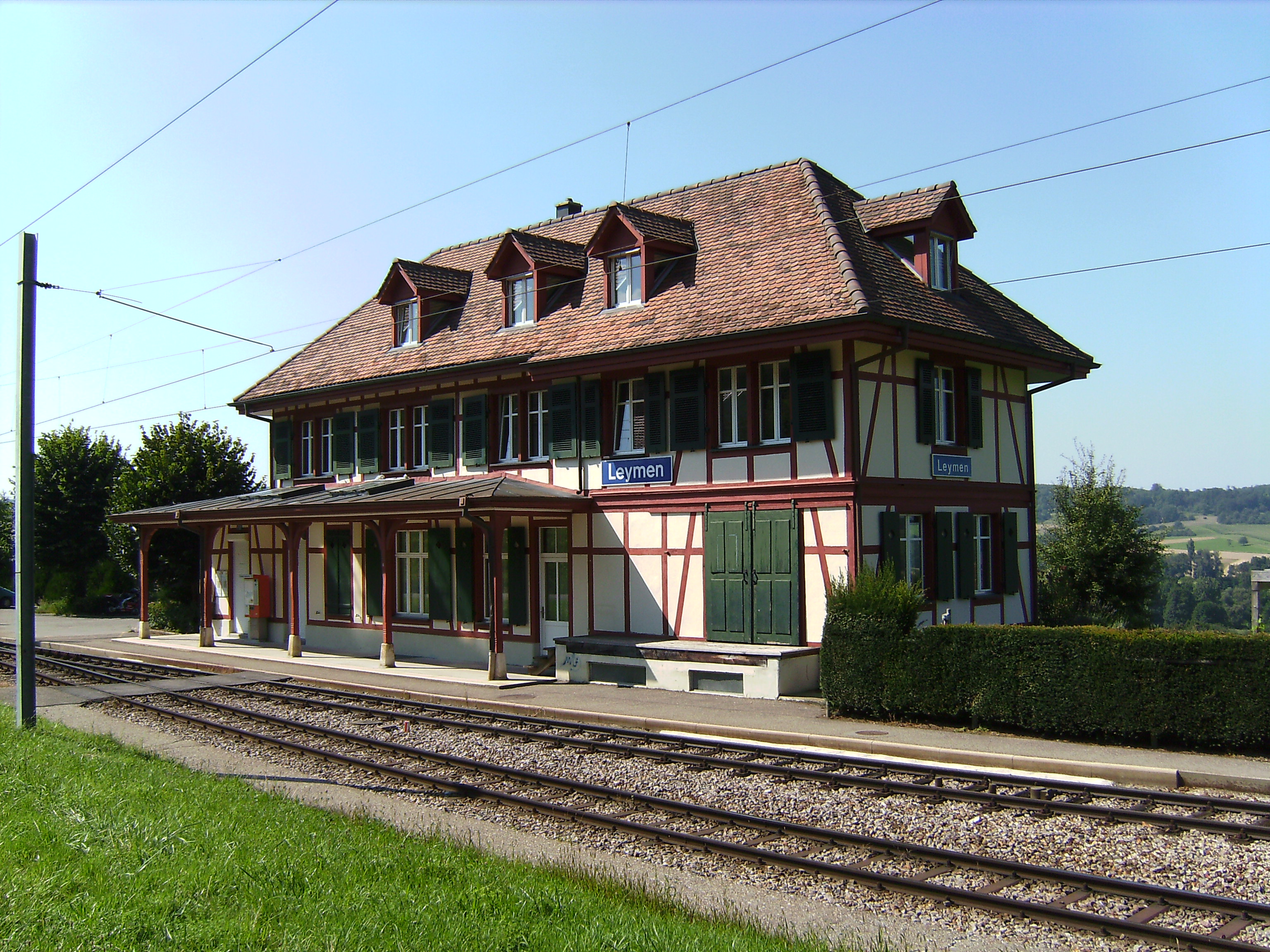
Bahnhof
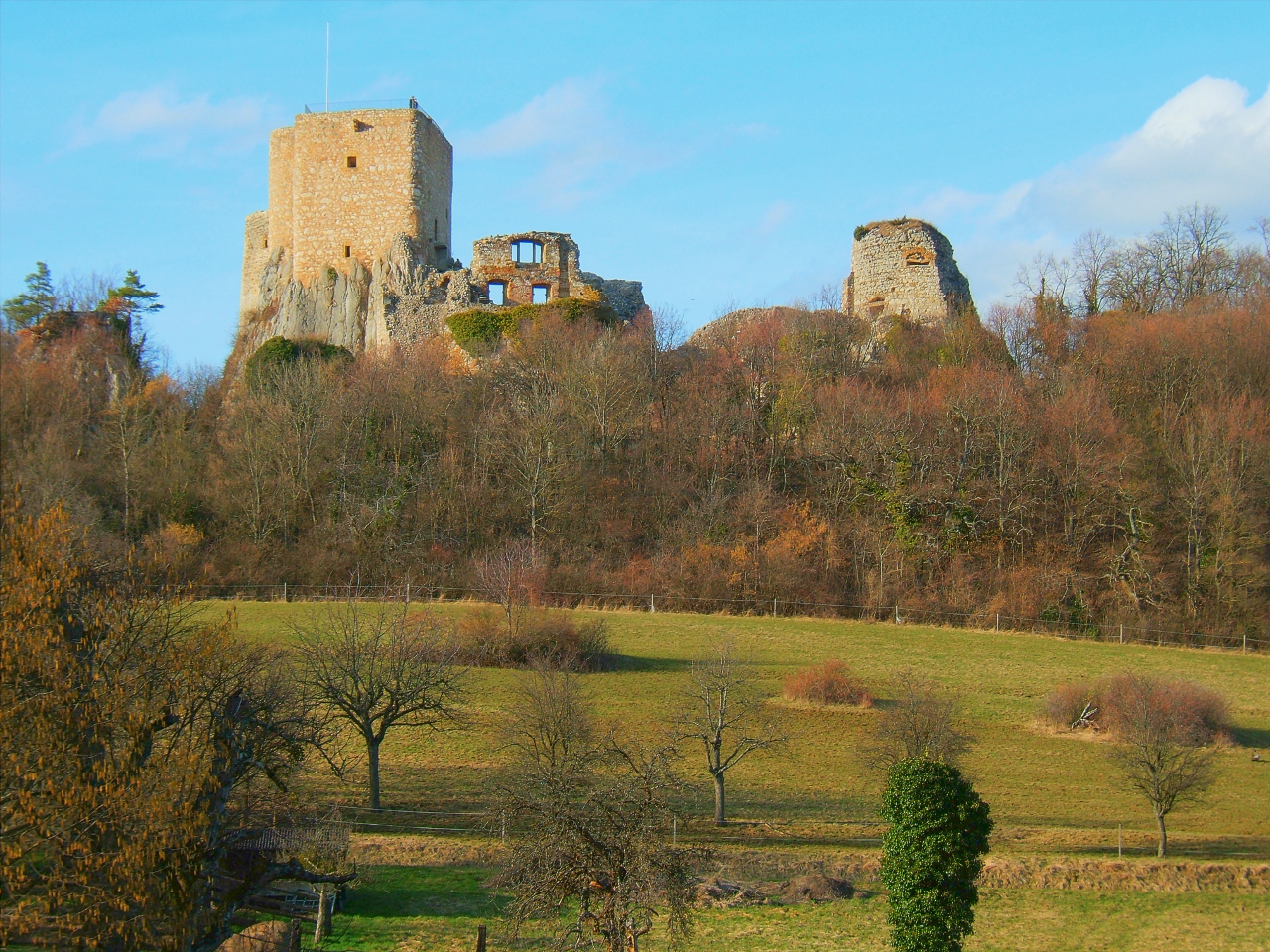
Burgruine Landskron
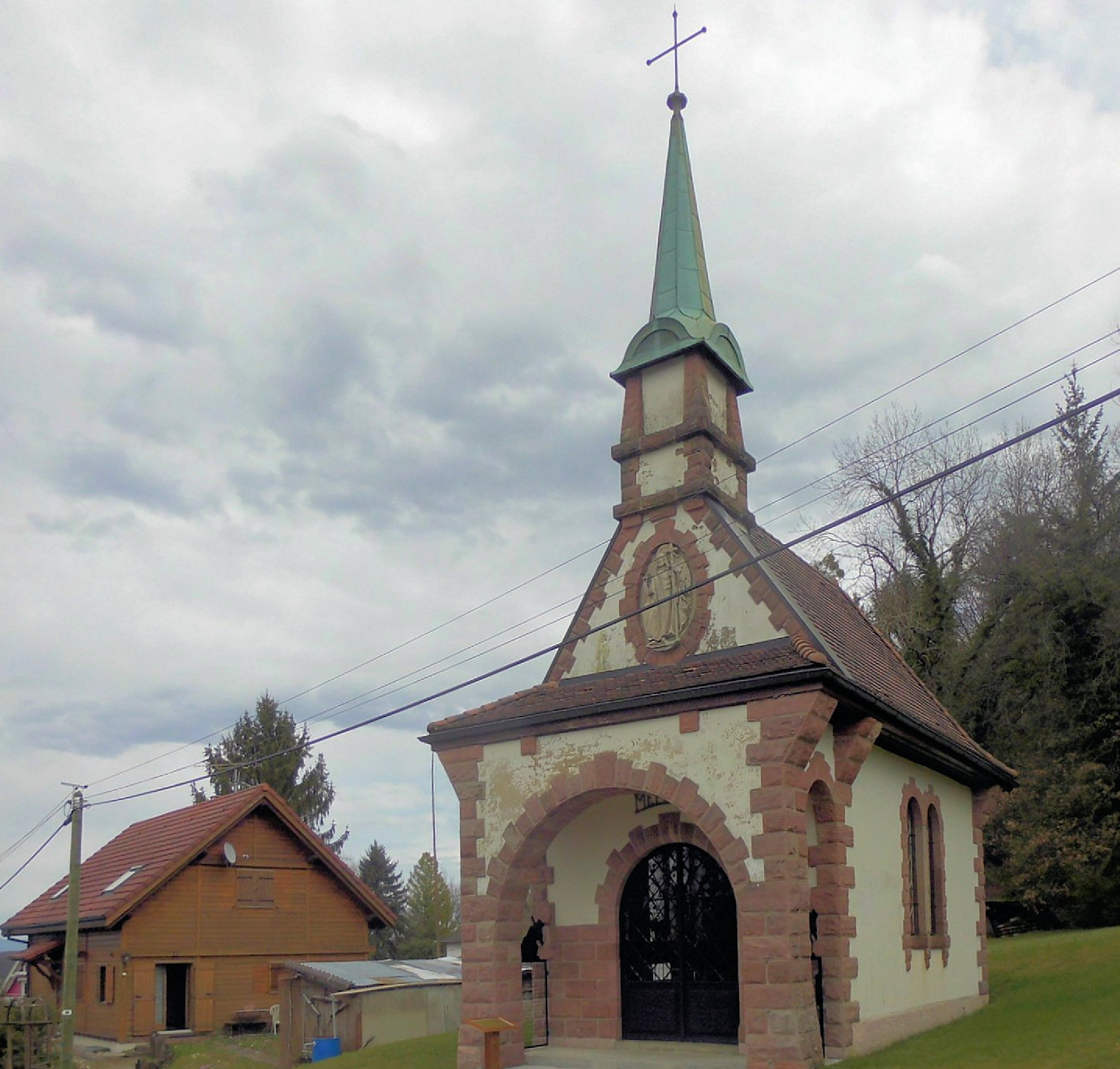
Kapelle der Seelen des Fegefeuers
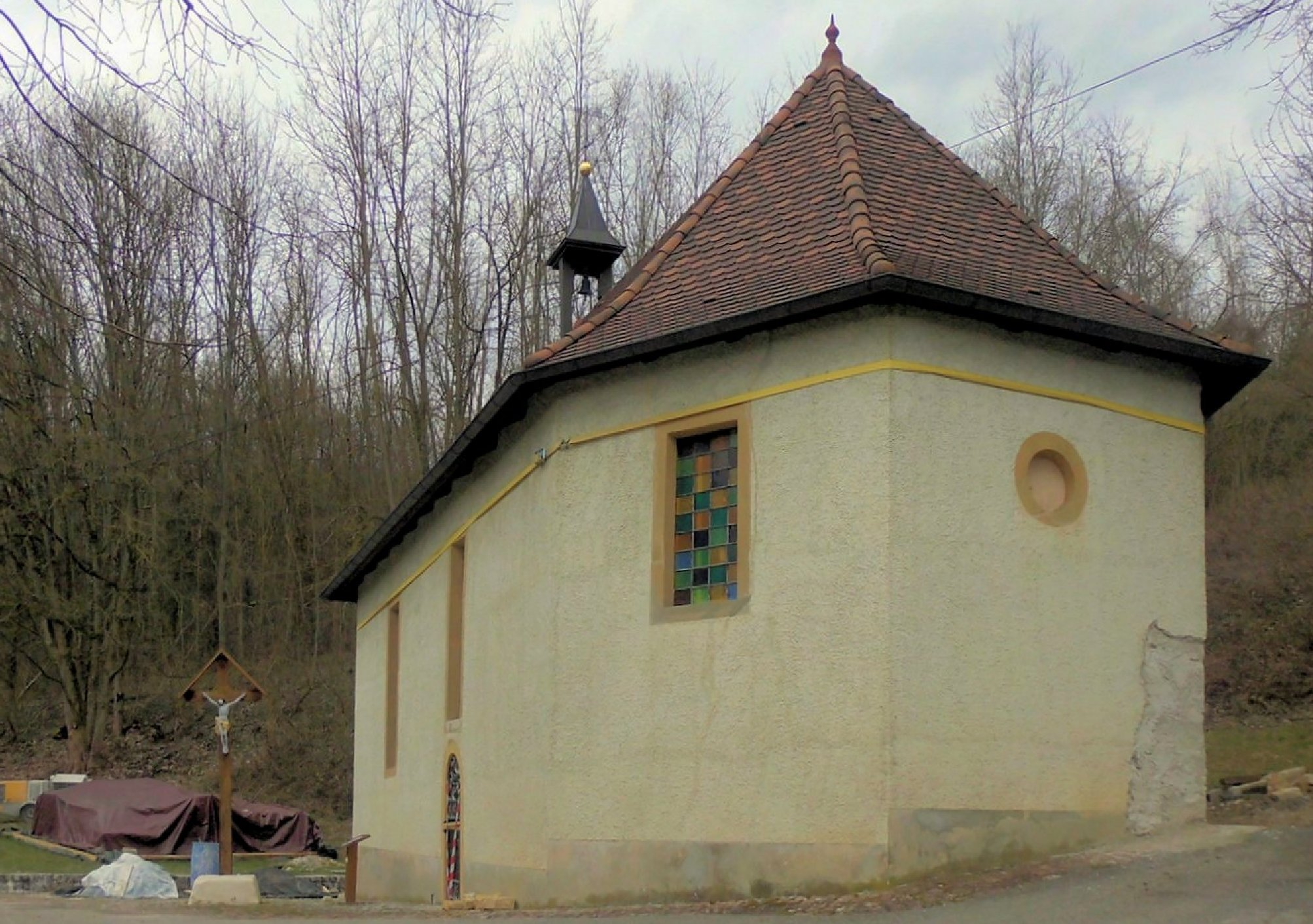
Kapelle Heiligenbrunn